# آندرئاس بیرنباخر
آندرئاس بیرنباخر (انگلیسی: Andreas Birnbacher؛ زادهٔ ۱۱ سپتامبر ۱۹۸۱) یک ورزشکار ورزش دوگانه اهل آلمان است. 